# Silbury Hill
Silbury Hill (Wiltshire, Dél-Anglia) vagyis Silbury-i domb egy 40 m magas mesterséges mészkődomb az Avebury emlékmű és azonos nevű falu közelében.
Ez a régészeti emlékmű az Avebury-közeli neolotikus, vagyis újkori komplexum egyik tagja. A komplexumhoz tartozik még az Avebury cikk alatt dokumentált Avebury-ring, vagyis az Avebury-i gyűrű, és a West Kennet Long Barrow, vagyis a West Kennet-i hosszúdomb.
Silbury Hill a legmagasabb európai mesterséges prehisztorikus, történelem előtti, vagyis őskori domb, amit a világon a legnagyobbak közé sorolnak. Hogy a dombot pontosan mi célból építették, az még ma is vita tárgya, de az nyilvánvaló, hogy nem temetkezésre szolgált.
A három rétegből álló domb egyik rejtélye az volt, hogy ezt folyamatosan, vagy hosszú megszakításokkal építették-e. Az építés a Kr. e. 28. században kezdődött, de vizsgálatok a fő építési korszakát kb. Kr. e. 24. századra becsülik, a rézkor vége felé, a bronzkor kezdetére.
Az első komolyabb, 18. századi ásatások alkalmával (egy függőleges akna ásása útján) kincseket kerestek, eredménytelenül. Azóta két, majdnem vízszintes alagutat építettek, a legutóbbit 1958-ban, de akkor a radiokarbon kormeghatározás még kezdeti állapotban volt, és a halom belsejét sem lehetett alaposan feltárni. A legutóbbi munkáról a BBC egyik programja számol be, az 1958-as alagút felújítását is tárgyalva. Az alagút rommal telt meg, és a cél a belső szerkezet megerősítése is volt, de a belső rombolás egyik következménye az volt, hogy az alagút fölött nyílások keletkeztek, ami lehetővé tette a fenti rétegek megmintázását is nagyobb ásatás nélkül.
Az Avebury komplexum a jobban ismert Stonehenge, dél-angliai újkori monumentumtól nem messze van. Aveburyben egy helyi múzeum is megtekinthető.

## Felépítése
A domb kb 0,020 km² területen fekszik. Főalkotórésze környezetéből kiásott mészkő és agyag. Régészeti becslés szerint a felhalmozás és alakítás összesen 18 millió munkaórát vett igénybe, ami 500 ember 15 éves munkáját jelentette. A mű nemcsak felbecsülhetetlen technikai tudást tanúsít, hanem tartós munkairányításra és az ehhez szükséges javak megszervezésére való képességet is, amit csakis egy a korban Dél-Angliában uralkodó széles körű hatalom jelenlétével lehet elképzelni.
A halom alapja 167 méter, a teteje 30 méter átmérőjű kör. Az kikövetkeztethető, hogy eredetileg a teteje le volt kerekítve, amit később formáztak laposra, talán hogy védelmi célra használhassák.
A munka első fázisa, aminek lefolyását a radiokarbon kormeghatározás a Kr. e. 2750±95 évre becsüli, egy kavicsos belső magból áll, amit cölöpökből és vándorkövekböl álló borítással szegélyeztek és takartak. Erre azután talajjal kevert mészkő került. Az építés második fázisa alatt a meglevő dombot tovább magasították a környezetből kiásott mészkővel, majd a kiásott mészkő által keletkezett üregeket talajjal betömték. Később az építést máshonnan odahozott mészkődarabokkal folytatták, de még nem állapították meg, hogy ez egy későbbi időszak újabb fázisa volt-e, vagy csupán a második folytatása.

## Kutatás

### 18. és 19. század
A dombba többen is beleástak már a 17. században is, ami John Aubrey-nak, egy 17. századbeli régészetkutatónak is felkeltette figyelmét, és a Monumenta Britannica (1680–1682) című könyvébe belefoglalta a domb leírását. Később William Struttle jegyezte fel, hogy 1723-ban egy fa ültetésekor a halom tetején találtak egy csontvázat és egy kantárt, de igen csekély a valószínűsége annak, hogy ezek a halom építésével egyidejűleg kerülhettek oda. Az első valódi ásatást a Duke of Humberland kezdeményezte, amikor 1776-ban egy cornwalli bányászcsoporttal aknát fúratott egészen a halom aljáig. 1849-ben egy vízszintes alagutat fúrtak be egészen a domb közepéig, amit két kisebb ásatás követett 1867-ben és 1886-ban.

### 20. század
A múlt század elején, az első világháború után William Flinders Petrie végzett kutatómunkát, majd 1968 és 1970 között Richard C. Atkinson cardiffi professzor ásatásait a BBC televízió is közvetítette. Ö több árkot is ásatott a helyszínen és felújíttatta az 1849-ben fúrt alagutat is. Az ekkor talált anyag radiokarbon kormeghatározásából következtettek a halom újkori eredetére, és azt is kimutatták, hogy a domb építése augusztus hónapjában kezdődött. Az a nézet is tőle ered, hogy a dombot három külön szakaszban építették mészkőből, és mindegyikét külön simították le azután tartósítás céljából. Egy csigavonalas utat is felfedeztek a domb tetejére.

### 21. század
2002 májusában egy záporos időszak után észrevették, hogy az 1776-os ásatásból eredő akna mellett egy másodlagos nyílás képződött, és a domb felügyeletével megbízott English Heritage (Angol Örökség) kormányzati hatóság egy földrengéstani vizsgálatot hajtott végre a domb stabilitásának meghatározására. Ennek keretében két további árkot is ástak, ami egy szarvasagancs darab megtalálásához vezetett. Az ezzel a munkával kapcsolatos radiokarbon kormeghatározás a második szakasz építésének idejét meggyőzően a Kr. e. 2490 és 2340 évek közé tette, vagyis a Késői Neolotikus korba (Késői Újkor). A dombot körülvevő árok céljával foglalkozva az a gyanú merült fel, hogy ezt talán nem pusztán a mészkő kibányászása céljából ásták, hanem a halom védelmére.
Az English Heritage 2007 márciusában  kijelentette, hogy a domb mellett találtak egy futballpálya nagyságú római falu maradványait.  Ugyanezen évben, egy ismételt, modern készülékekkel és eljárásokkal alátámasztott vizsgálatot kezdeményeztek, és az év májusában megbízták a Skanska céget a domb stabilizálásával, ami nemcsak a természetes, az időjárás okozta kopás általi, hanem több azelőtti ásatásból eredő ember okozta nyílás betömését is magába foglalta; a megkárosult alagutat viszont ismét járhatóvá tették. Az ezzel kapcsolatos régészeti munka, ami 2008 tavaszán fejeződött be, számos új adatot hozott napvilágra a halom építésének, történetének és céljának magyarázatára.

### Tárgyi leletek
Nagyon kevés őskori leletre bukkantak a halomban.
A domb legalsó részében (első fázis) csakis agyagot, termőtalajt, kavicsot, kovakövet, Sarsen homokkődarabokat, édesvízi kagylót, mohát, mogyoró- és tölgyfadarabokat, fagyöngyöt, valamint marhacsontot és agancsdarabokat találtak. A BBC programban arról számolnak be, hogy egyes a mészkőrétegekben talált talajcsomók nem a környezetből származnak, mintha azokat külön szándékkal hozták volna ide Dél-Anglia más környékeiről.
A római korszakból magán a halmon és a mellette talált tárgyak másodlagos településről tanúskodnak.

### A domb építésének célja
Biztosra ezt senki se tudja, csakis elmélet van magyarázatára.

### Történet és mondavilág
A legenda szerint a domb Sil király sírhantja, akit lován egy életnagyságú arany szobor ábrázol.
1861-ben a Wilts Archaeological Magazine jelentette, hogy minden virágvasárnap az Avebury melletti Kennettből, Overtonból és környéki falvakból százával szoktak idejönni az ünnepre.

### Tudományos elméletek
Michael Dames (lásd irodalom) 1976-ban és 77-ben felállított egy elméletet a Silbury Hillen és az onnan látható Avebury komplexum  egyéb tagjainak helyszínén szokásos (megalit vallásos) időszakkal kapcsolatos szertartások magyarázatára.
Néhány méterrel Silbury Hill teteje alatt van egy lépcső, amely Paul Devereux (lásd Irodalom) megfigyelése szerint az egész komplexum felépítésének gyújtópontjaként szerepelt. Elmélete szerint nem véletlen, hogy a környezeti dombokon termelt gabona teteje teljes magasságában egy vonalba esik a Silbury Hill tetejével.

### A halom elhelyezése
Silbury Hill a Kennet völgyben (Kennet Valley) van az A4-es út valamint a Beckhampton és West Kennet között futó Roman road, vagyis római út közelében.

### A halom élettana
A halomnak különösen gazdag mészköves talajra jellegzetes rozsnok és franciaperje által dominált, de vajvirágfélékkel is dús mezei flórája van. Ezért egy itteni 0,023 km²-nyi területet 1965-ben különös tudományos érdekeket szolgáló területként minősítettek.

## Fordítás
- Ez a szócikk részben vagy egészben a Silbury Hill című angol Wikipédia-szócikk fordításán alapul.  Az eredeti cikk szerkesztőit annak laptörténete sorolja fel. Ez a jelzés csupán a megfogalmazás eredetét és a szerzői jogokat jelzi, nem szolgál a cikkben szereplő információk forrásmegjelöléseként.

## Egyéb hivatkozások
- Atkinson, R.J.C., Antiquity 41 (1967)
- Atkinson, R.J.C., Antiquity 43 (1969), p216.
- Atkinson, R.J.C., Antiquity 44(1970), pp 313–14.
- Atkinson, R.J.C., "Neolithic science and technology", Philosophical Transactions of the Royal Society of London. Series A, Mathematical and Physical Sciences (1974) pp. 127f.
- Dames, Michael, 1977 The Avebury Cycle Thames & Hudson Ltd, London
- Dames, Michael, 1976 The Silbury Treasure Thames & Hudson Ltd, London
- Devereux, Paul, 1999 Earth Memory: Practical Examples Introduce a New System to Unravel Ancient Secrets Foulsham
- Vatcher, Faith de M and Lance Vatcher, 1976 The Avebury Monuments, Department of the Environment HMSO
- Amos, Tori. "1000 Oceans" . To Venus and Back. Atlantic, 1999

## Külső hivatkozások
- Stonehenge, Avebury és a megalit-kultúra környező emlékei, UNESCO.org, World Heritage (angolul)
- British Archaeology magazine article on Silbury Archiválva 2012. július 16-i dátummal a Wayback Machine-ben
- SSSI boundary at English Nature's "Nature on the Map" website Archiválva 2007. október 30-i dátummal a Wayback Machine-ben
- Earth Mysteries: Silbury Hill
- BBC news: Monument's tunnels to be filled
- Ancient Britain: Silbury Hill
- Secrets of Silbury Hill, a short BBC report on the archeological work at Silbury Hill
- SSSI Citation sheet at Natural England
- megalit kultúra. Magyar katolikus lexikon. (Hozzáférés: 2008. június 22.)[halott link]